# Pachnidło
Pachnidło: Historia pewnego mordercy (niem. Das Parfum. Die Geschichte eines Mörders) – powieść niemieckiego pisarza Patricka Süskinda, wydana w 1985 roku. Jej bohater, Jan Baptysta Grenouille, nieślubny syn paryskiej handlarki rybami, obdarzony jest nieprawdopodobnym węchem – postrzega świat wyłącznie przez pryzmat tego zmysłu. Początkowo pomocnik garbarza, potem czeladnik perfumiarski, na skutek obsesyjnej pogoni za idealnym zapachem popełnia szereg morderstw.
Mająca za tło XVIII-wieczną Francję powieść została zekranizowana w 2006 roku w filmie o tym samym tytule. Reżyserem był Tom Tykwer, a w rolach głównych wystąpili: Ben Whishaw, Alan Rickman, Rachel Hurd-Wood oraz Dustin Hoffman.
Inspirowany Pachnidłem jest teatralny spektakl Pantomimy Agua De Lagrimas (premiera 2013) w wykonaniu Teatru Warszawskiego Centrum Pantomimy (reż. Lionel Menard).
Inspirowane Pachnidłem utwory muzyczne to piosenka niemieckiego zespołu Rammstein z ich debiutanckiego albumu Herzeleid Du riechst so gut oraz piosenka rosyjskiego zespołu Arija pod tytułem Historia pewnego zabójcy („История одного убийцы”) z albumu Feniks (Феникс) wydanego w 2011 roku, a także Scentless Apprentice zespołu Nirvana z albumu In Utero wydanego w 1993 roku.